# Groß Vogentz

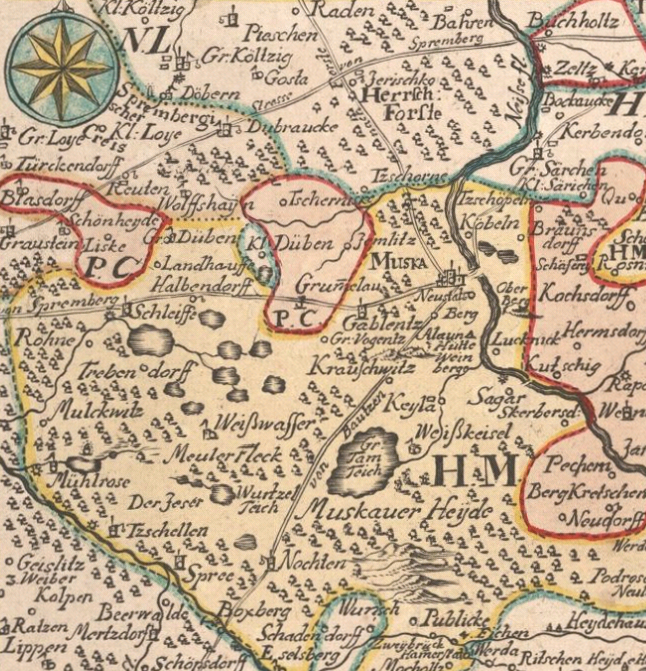
Ausschnitt der schreiberschen Karte: Groß Vogentz in der Mitte

Groß Vogentz oder Groß Vogenz ist eine historische Ortschaft in der Nähe Muskaus, deren Existenz bislang weder zweifelsfrei belegt noch widerlegt werden konnte. Ähnlich verhält es sich mit dem Ort Landhauffe bei Schleife.
Die Ortschaft ist namentlich in einer Karte der Standesherrschaft Muskau aus dem Jahr 1745 aufgeführt. Diese Karte, die gegenüber früheren Karten der Standesherrschaft oder der Lausitz einen hohen Genauigkeitsgrad aufweist, ist eine Arbeit des sächsischen Kartographen Johann George Schreiber. Nach dieser Karte lag Groß Vogentz südöstlich von Kromlau, südwestlich von Gablenz und nordwestlich von Krauschwitz.
Obwohl Schreibers Karte etwa ein Jahrhundert nach dem, für die Lausitz verheerenden, Dreißigjährigen Krieg (1618–1648) entstanden ist, wird in der handschriftlichen Chronik des Gablenzer Pfarrers Peter Friedrich Halke (1761–1833) berichtet, dass der Ort in jenem Krieg zerstört worden ist. Der Weißwasseraner Rektor Robert Pohl schrieb 1924 dazu: „Der Dorfplatz ist heute nicht mehr festzustellen; es ist fraglich, ob das Dorf jemals bestanden hat.“